# Gösta Attorps
K. Gösta B. Attorps (19 de julio de 1899, Hallsberg - 21 de enero de 1976) fue un escritor sueco, colaborador del Svenska Dagbladet desde 1929. Habitaba en Djursholm. Desde 1936 estuvo casado con Gunnel Kranck.
Su primer libro de viajes apareció en 1925. En 1933 hizo un viaje por España, que publicó en forma de artículos en el periódico Svenska Dagbladet. Posteriormente recogió los textos en el libro Huvudstupa genom Spanien(1933). 

## Algunas publicaciones
- Franskt och engelskt, 1925
- Barn av sin tid 1926
- Pelle Molin, doktorsavhandling, 1930
- Till Tatra, 1931
- Huvudstupa genom Spanien, 1933
- Barometern faller, 1936
- En resa i Finland, 1937
- De tre musketörerna och andra essayer, 1938
- Fältkamrater till Fänrik Stål, 1939
- På svenska vägar, 1942
- Ungdomsskeppen, 1944
- Dominokungen, 1946
- De små stegen, 1948
- Generaler och gemena, 1953
- Sista tåget, 1956
- Rastställen, 1961
- Gubben Noak i Venedig, 1965
- Markurell och påven, 1967